# Pablo Maojo
Pablo Maojo Acebedo, és un escultor  espanyol nascut a Sant Pere de Ambás (Astúries) el 6 de febrer de 1961.
Ha realitzat al llarg de la seva carrera moltes exposicions tant individuals com col·lectives. La seva primera exposició individual la va dur a terme l'any 1982, a Villaviciosa, i a aquesta van seguir exposicions a Mieres, Turón, Villaviciosa, Oviedo, Gijón, Madrid, Candás, Navelgas, Tinéu, Ribesella, en un període que abasta de 1982 a 2013.
Respecte a les seves exposicions col·lectives, aquestes s'han realitzat en un període que comprèn els anys 1982, quan participa en "VII Premi Blanc i Negre, Concurs Nacional de Pintura per a Artistes Joves", al Palau de les Joies de Madrid; i 2011, quan Participa en l'exposició col·lectiva "Art asturià contemporani al Museu de Belles Arts d'Astúries", portada a terme al Museu Barjola de Gijón, Astúries (des del 12 de març al 12 de juny); i "Motiu i motivació", als Jardins del Museu Evaristo Valle de Gijón, Astúries (del 2 d'octubre de 2011 al 29 gener 2012). Durant aquest temps ha exposat, juntament amb altres artistes en diferents ciutats d'Astúries, a Madrid ia Barcelona dins d'Espanya, però també ha realitzat exposicions col·lectives a l'estranger, com:
- "Pau Maojo. Instal·lació La Barrera Oceànica", Galeria Hörnan, Falun, Suècia, el 1989.
- Fira Internacional de Basilea, Suïssa (amb la Galeria Estampa), el 1992.
- Institut de France, Salle Comtesse de Caen, París, 1992.
- "La corda del fil", Galerie im Hof der Backfabrik, Berlín, 2003.

També ha rebut premis al llarg de la seva carrera, la Menció especial del Jurat a la II Biennal Nacional de Pintura La Carbonera en 1983, Premi Especial de la Joventut en el Concurs de Pintura de Ḷḷuarca en 1985, Primer Premi en el Concurs de Pintura de Bols i Accèssit d'Honor en el VIII Certamen de Pintura de Ḷḷuarca en 1987 i beques "Ajuda a la Nova Creació" del Centre d'Escultura de Candás Museu Antón el 1990 i beca de la Casa Velázquez (Madrid) el 1992.
D'altra banda ha realitzat també obra pública, com:
- Escultures a Rodiles, 1985, Platja de Rodiles, Villaviciosa, Astúries (desapareguda).
- Homenatge als Primers Caminants de la Serra, 1988, Navarrulaque, Cercedilla, Madrid.
- Homenatge a Ernesto Winter Blanco, 1989, Oviedo, Astúries.[2][1]
- El meu personatge de còmic favorit, 1990, Centre d'Escultura de Candás, Museu Antón, Astúries.
- Escalada, 1992, Palau dels Esports, Gijón, Astúries.
- Una mica sobre l'aigua, s / f, Parc de Ujo, Astúries.
- Sense títol, s / f, fusta de les travesses del tren, Villaviciosa.
- Centenari, 2007, Port del Musel, Gijón, Astúries.
- Mural, Estació Gregorio Marañón, 2002, Metro de Madrid
- Escultures a l'empresa SAMOA, Gijón.[3]

Finalment pot destacar la creació del "Logotipo", logotip realitzat amb motiu de la celebració dels actes del vuitanta aniversari del naixement de Joaquín Rubio Camín l'any 2009, o la presència d'obres seves en museus i institucions com : l'obra titulada: "Sense títol", de l'any 2007, que es pot contemplar a l'IES Universitat Laboral, de Gijón.